# Коул-Форк (Західна Вірджинія)
Коул-Форк (англ. Coal Fork) — переписна місцевість (CDP) в США, в окрузі Кенова штату Західна Вірджинія. Населення — 1039 осіб (2020).

## Географія
Коул-Форк розташований за координатами 38°19′41″ пн. ш. 81°31′25″ зх. д. / 38.32806° пн. ш. 81.52361° зх. д. (38.328061, -81.523522).  За даними Бюро перепису населення США в 2010 році переписна місцевість мала площу 13,33 км², з яких 13,26 км² — суходіл та 0,06 км² — водойми.

## Демографія
Згідно з переписом 2010 року, у переписній місцевості мешкали 1233 особи в 545 домогосподарствах у складі 351 родини. Густота населення становила 93 особи/км².  Було 615 помешкань (46/км²).
Расовий склад населення:
| - 98,9 % — білих - 0,3 % — чорних або афроамериканців |

До двох чи більше рас належало 0,8 %. Частка іспаномовних становила 0,3 % від усіх жителів.
За віковим діапазоном населення розподілялося таким чином: 18,6 % — особи молодші 18 років, 59,5 % — особи у віці 18—64 років, 21,9 % — особи у віці 65 років та старші. Медіана віку мешканця становила 45,3 року. На 100 осіб жіночої статі у переписній місцевості припадало 96,0 чоловіків;  на 100 жінок у віці від 18 років та старших — 93,4 чоловіків також старших 18 років.
Середній дохід на одне домашнє господарство  становив 45 898 доларів США (медіана — 44 750), а середній дохід на одну сім'ю — 53 954 долари (медіана — 51 667). Медіана доходів становила 50 521 долар для чоловіків та 29 167 доларів для жінок. За межею бідності перебувало 33,1 % осіб, у тому числі 55,7 % дітей у віці до 18 років та 22,4 % осіб у віці 65 років та старших.
Цивільне працевлаштоване населення становило 378 осіб. Основні галузі зайнятості: освіта, охорона здоров'я та соціальна допомога — 36,8 %, транспорт — 19,0 %, науковці, спеціалісти, менеджери — 11,6 %, інформація — 6,6 %.